# Joaquim Vicente Torres Homem
Joaquim Vicente Torres Homem (Campos, 17 de novembro de 1803 – Rio de Janeiro, RJ, 9 de dezembro de 1858) foi um médico brasileiro.
Foi presidente da Academia Imperial (atual Academia Nacional de Medicina).